# Fossil (Oregon)
Pour les articles homonymes, voir Fossil.
Fossil est une localité américaine, siège du comté de Wheeler, dans l’Oregon, qui comptait 473 habitants lors du recensement de 2010.

## Histoire
Thomas B. Hoover, qui tenait le premier bureau de poste, a trouvé des fossiles (fossil en anglais) dans son ranch et a choisi d’appeler Fossil la localité. Aujourd’hui encore, Fossil est la seule ville du pays où il est possible, moyennant le paiement d’une petite somme, d’entreprendre des fouilles archéologiques (derrière l’école).

## Démographie
| Groupe            | Fossil | Oregon | États-Unis |
| ----------------- | ------ | ------ | ---------- |
| Blancs            | 92,4   | 83,7   | 72,4       |
| Métis             | 3,2    | 3,8    | 2,9        |
| Amérindiens       | 2,8    | 1,4    | 0,9        |
| Asiatiques        | 0,9    | 3,7    | 4,8        |
| Autres            | 0,7    | 7,4    | 19,0       |
| Total             | 100    | 100    | 100        |
|                   |        |        |            |
| Latino-Américains | 2,3    | 11,8   | 16,7       |

Selon l'American Community Survey, pour la période 2011-2015, 99,5 % de la population âgée de plus de 5 ans déclare parler anglais à la maison, alors que 0,5 % déclare parler l'espagnol.

## Personnalité liée à la ville

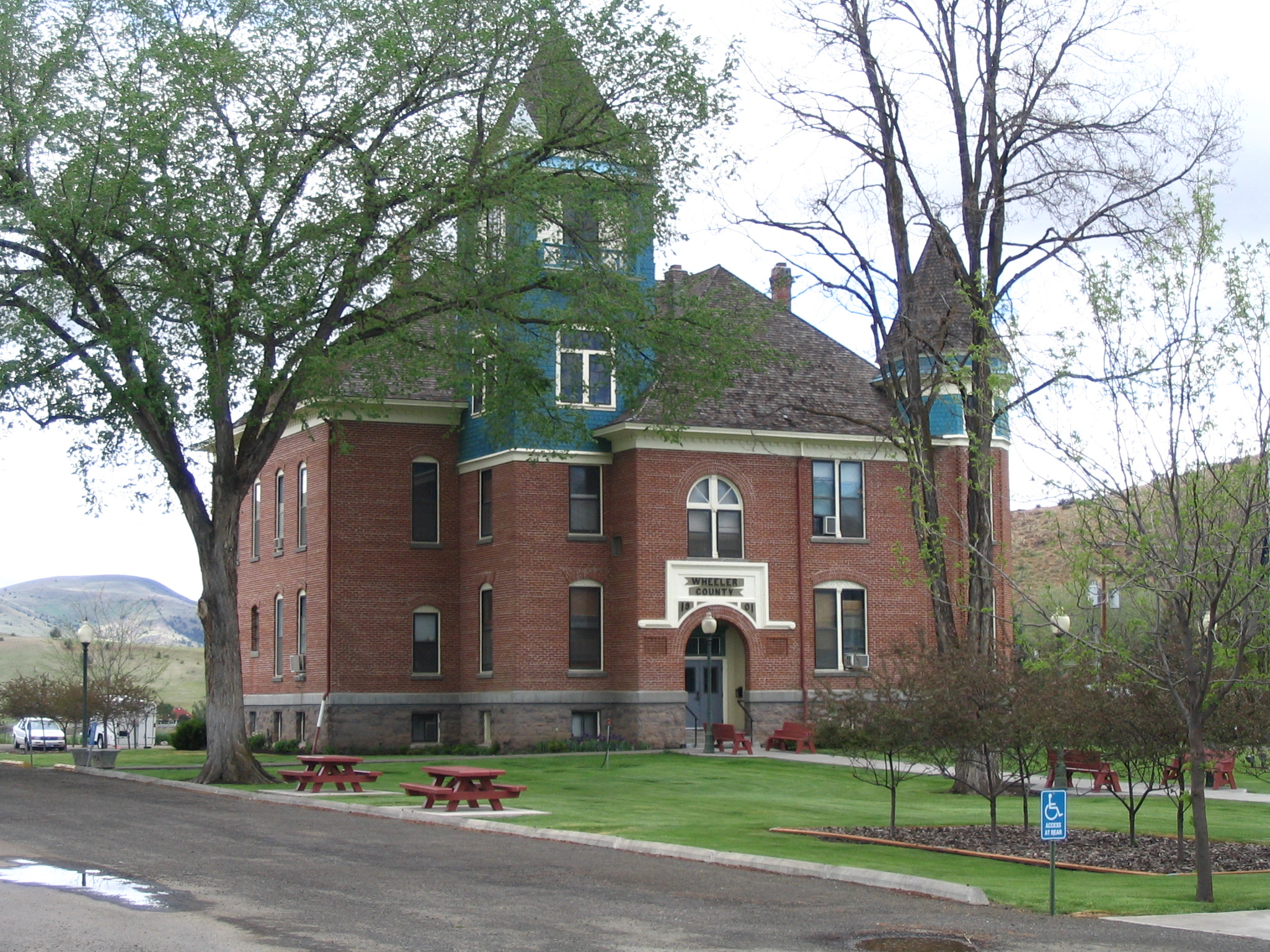
Le palais de justice du comté, à Fossil

- Bill Bowerman (1911-1999), cofondateur de l'entreprise Nike, y est né.